# Koppartetra
Koppartetra, även kallad silvertippstetra (Hasemania nana), är en sötvattenlevande fiskart som beskrevs vetenskapligt år 1875 av den danske zoologen Christian Frederik Lütken, då under namnet Tetragonopterus nanus. Inga underarter finns listade i Catalogue of Life. Denna 3–5 cm stora tetra förekommer i delstaterna Minas Gerais och Bahia i Brasilien.